# Epagomenale dag
De Egyptische kalender kende 365 dagen in twaalf maanden van 30 dagen plus 5 epagomenale dagen. Deze dagen worden ook veelal een dertiende maand genoemd.
Eens in de vier jaar wordt er een zesde dag aan toegevoegd. De dag werd naar de Weldoende goden (Euergetes) genoemd. Ditzelfde systeem vinden we nu nog terug in de vorm van schrikkeldagen.